# Albert Baur
Albert Baur  foi um químico alemão.
Efetuou pesquisas sôbre explosivos a base de TNT, porém destacou-se pela descoberta ao acaso em 1888 do primeiro almiscar sintético, empregado em perfumaria.
O produto obtido foi o simtrinitro-butil tolueno,  condensando tolueno com brometo de isobutila em presença de cloreto de alumínio, nitrogenando o produto obtido.
Em 1894, descobriu também o almiscar  cetona, que foi largamente utilizado até os anos de 1990 devido ao seu baixo custo de produção.